# .500S&Wスペシャル
.500S&Wスペシャル弾は.50口径のハイパワーリボルバー用の実包。スミス&ウェッソン社の要望を受け、Cor-Bon/Glaser社が2004年に設計・製造した。
.357マグナム弾と.38スペシャル弾、そして又.44マグナム弾と.44スペシャル弾の関係同様、.500S&Wマグナム弾よりも短く、装薬量も劇的に少ない。しかし、前述の二組の弾薬とは異なり、本弾の誕生は.500S&Wマグナム弾の後である。

## 概要
強烈な装薬量を減らすことで、.500S&W弾用の銃で、.44マグナム弾程度のマズルエネルギーで発射できる弾を目指して開発された。.500S&Wスペシャル弾に特化した銃器の登場も予測される。 ジョン・ロスは、スミス&ウェッソン社に対して、最大クラスの「Xフレーム」製品の、本弾に対応する短縮版を生産するように強く求めている。
弾道は.480ルガー弾よりわずかに優れる。